# Claude Lecourbe
Claude Jacques Lecourbe (Besançon, 22 febbraio 1759 – Belfort, 22 ottobre 1815) è stato un generale francese nel corso delle guerre rivoluzionarie francesi e delle guerre napoleoniche.

## Biografia
Dopo aver studiato presso gli istituti di Poligny e Lons-le-Saunier, Lecourbe si arruolò nel reggimento d'Aquitania in cui servì per otto anni. Dopo essere stato promosso caporale allo scoppio della rivoluzione francese, divenne comandante della Guardia nazionale di Ruffey-sur-Seille nel 1789. Gli fu assegnato il comando del 7º battaglione volontario della Giura, con il quale servì l'esercito del Reno e quello del Nord. Dopo essere stato promosso colonnello nel 1791, Lecourbe si distinse nella battle of Fleurus. Divenne generale di brigata nel 1794, generale di divisione nel 1798, e combatté Aleksandr Vasil'evič Suvorov in Svizzera distinguendosi nella seconda battaglia di Zurigo agli ordini di Andrea Massena.
L'amicizia tra Lecourbe e Jean-Victor Moreau, e la difesa di Moreau che sostenne nel processo di Georges Cadoudal gli inimicarono Napoleone Bonaparte che lo obbligò a congedarsi nel 1805. Dopo l'abdicazione di Napoleone fu nominato conte da Luigi XVIII di Francia. Il conte di Artois richiamò Lecourbe in servizio attivo nel febbraio 1815, nominandolo ispettore generale della 6ª divisione militare con sede a Besançon.
Quando Napoleone tornò dall'esilio sull'isola d'Elba, Lecourbe gli offrì i propri servizi e durante la guerra dei cento giorni comandò l'esercito della Giura (I corpo di osservatori), operando sulla Giura contro l'arciduca Ferdinando.  Con un esercito di soli 8000 uomini difese la città di Belfort per 15 giorni contro i 40 000 austriaci del generale Colloredo-Mansfeld, accettando il cessate il fuoco solo l'11 luglio 1815. Questa azione gli valse un posto d'onore nei libri di storia francese. Dopo il secondo ritorno al trono di re Luigi, Lecourbe si congedò, ed il 22 ottobre 1815 morì a Belfort dopo una lunga malattia.

## Retaggio

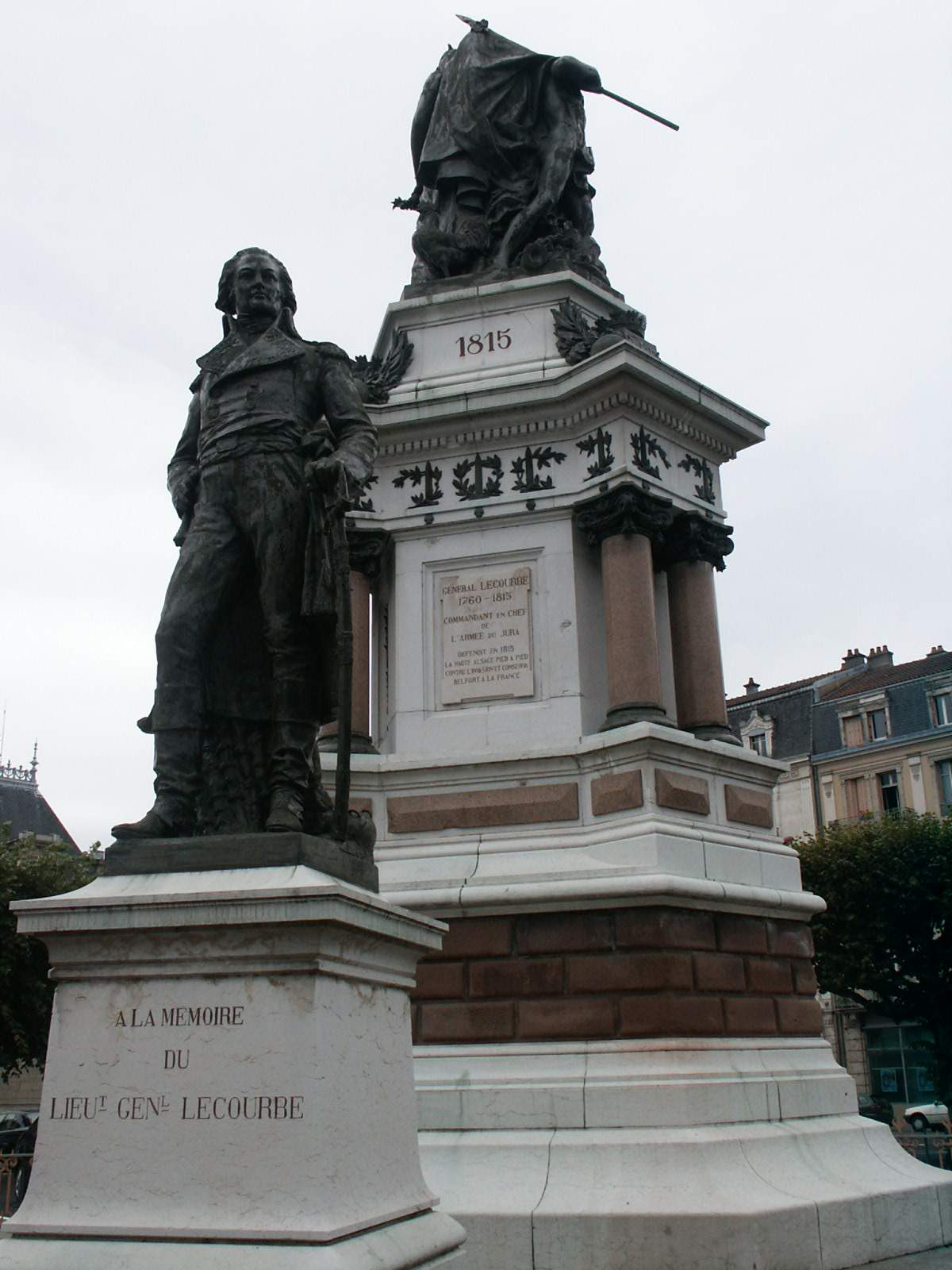
La statua di Belfort

Una statua che commemora le sue azioni si trova in Place de la Liberté a Lons-le-Saunier, dove una strada ne porta anche il nome. Vi sono strade intitolate a lui anche a Parigi e Besançon. A Belfort si trova una statua che lo commemora come "Il glorioso difensore della città".
Il suo nome è inciso sotto l'Arco di Trionfo di Parigi.